# Ilha do Sal
Ilha do Sal (o semplicemente Sal) è un'isola dell'arcipelago di Capo Verde. Il suo nome significa Isola del Sale. Come molte altre isole dell'arcipelago, il nome Sal divenne di uso comune solo dopo la scoperta e lo sfruttamento dei depositi di sale da cucina (cloruro di sodio), subentrando all'originale Ilha Plana (Isola piatta) con cui venne battezzata quando venne scoperta nel dicembre del 1460.

## Geografia

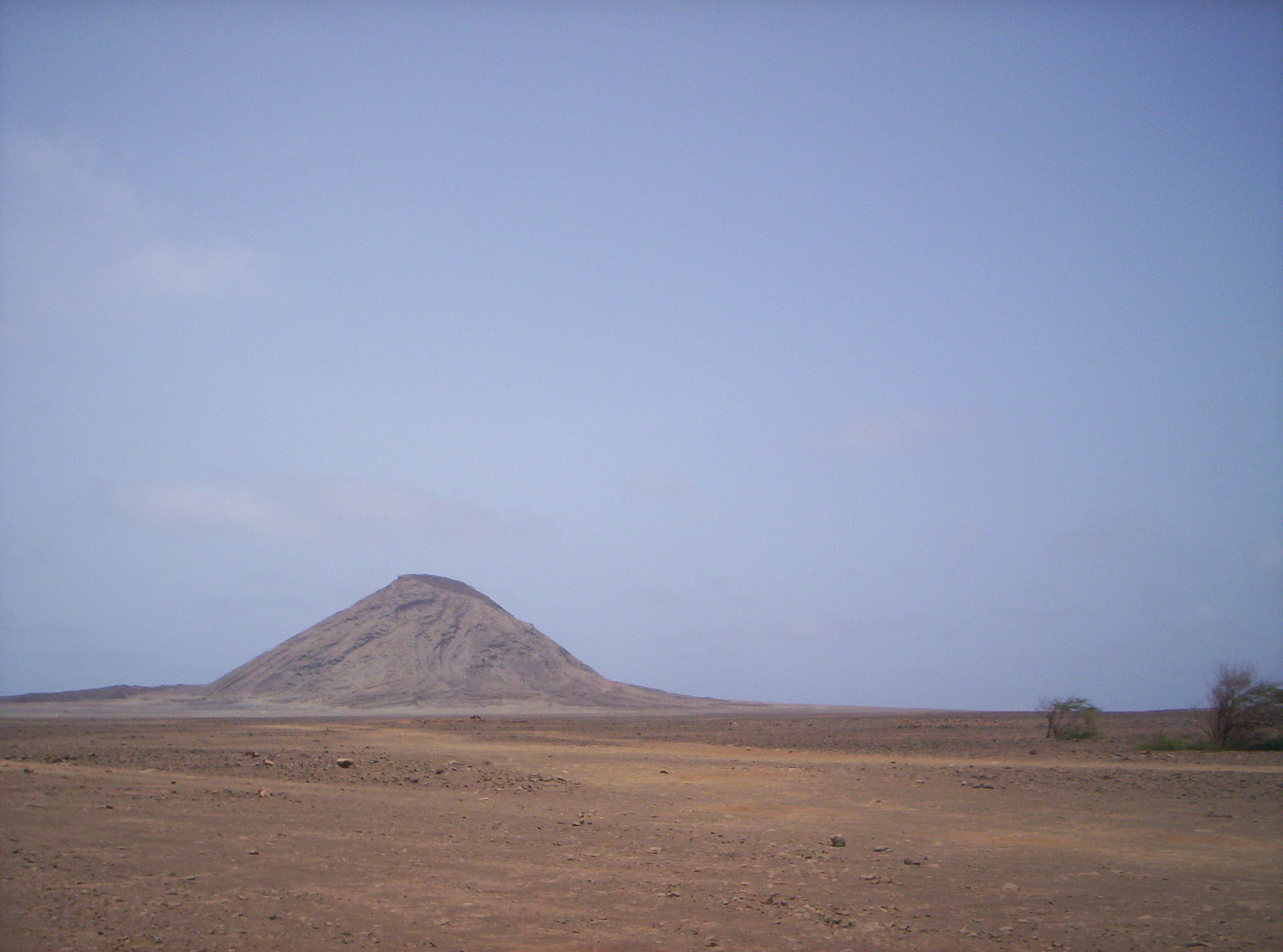
Zona nord di Sal

L'isola ha un'estensione totale di 216 km² e si presenta con un profilo altimetrico praticamente piatto, tranne che per alcune piccole colline nella zona nord, resti di antichi vulcani, allungandosi per 30 km nella sua aridità in un mare blu cobalto dai toni spettacolari.

## Turismo
Sal è diventata ultimamente il principale polo turistico dell'arcipelago, grazie anche alla presenza di uno dei due aeroporti internazionali dell'arcipelago, l'Amílcar Cabral di Espargos e alla spiaggia di sabbia bianca di Santa Maria, presso la quale sorgono i principali complessi turistici.
L'aeroporto ha contribuito in maniera determinante a risollevare l'economia dell'arcipelago dopo il periodo di crisi d'inizio secolo, dovuto in gran parte all'abbandono dei suoi scali portuali a vantaggio dei porti spagnoli delle isole Canarie e di Dakar in Senegal. Oggi l'aeroporto è il punto d'ingresso del mondo nell'arcipelago di Capo Verde e la sua attività cresce ogni anno di pari passo con lo sviluppo del turismo.
Grazie al vento teso e costante, Sal è considerata una delle migliori località al mondo, soprattutto in inverno, per la pratica del windsurf, del kitesurfing e di molti altri sport acquatici come il surf.
Visto il suo mare molto di ricco di pesce è possibile effettuare molte immersioni su secche, pareti, relitti e grotte che sono caratterizzati da una vita sottomarina dai fondali incontaminati, usufruendo dei servizi offerti in loco.

## Località

### Saline di Pedra de Lume
Le antiche saline di Pedra de Lume sono poste sul fondo del cratere di un vulcano estinto e collassato al livello del mare. L'acqua che evapora molto lentamente lascia uno strato di sale di mille colori per effetto dei diversi minerali presenti.

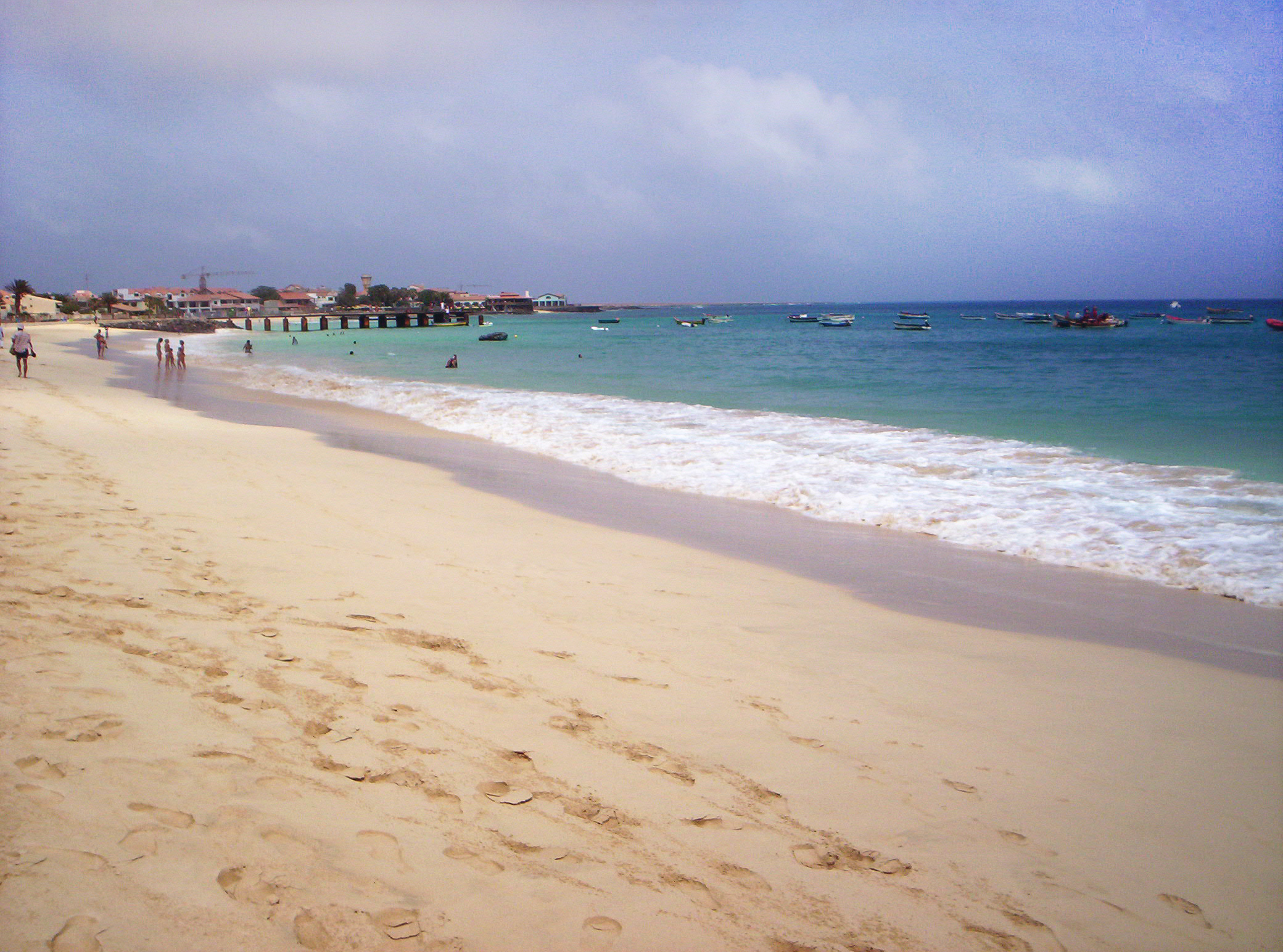
La spiaggia di Santa Maria

Dal paese di Pedra de Lume, arrampicandosi su una strada sterrata che costeggia l'antica teleferica in legno, si arriva all'ingresso del tunnel scavato nella roccia nel 1804; da qui si prosegue a piedi, sbucando dal ventre della montagna nell'antico cratere. Il sale ricavato viene stivato in sacchi e destinato al consumo interno. In una piscina di sale si può fare il bagno in un'acqua tiepida che è 35 volte più salata di quella del mare.

### Santa Maria
Santa Maria è un paese di 6 000 abitanti, che unisce la tradizionale calma dell'arcipelago con la vita movimentata delle località turistiche. Il paese offre un centro culturale, l'Aldeiamento Turistico de Moroerira, posto in un'antica casa portoghese restaurata, e un vivace mercato di prodotti africani, in particolare senegalesi, il tutto in un dedalo di stradine, calme e tranquille, affacciate sul mare.

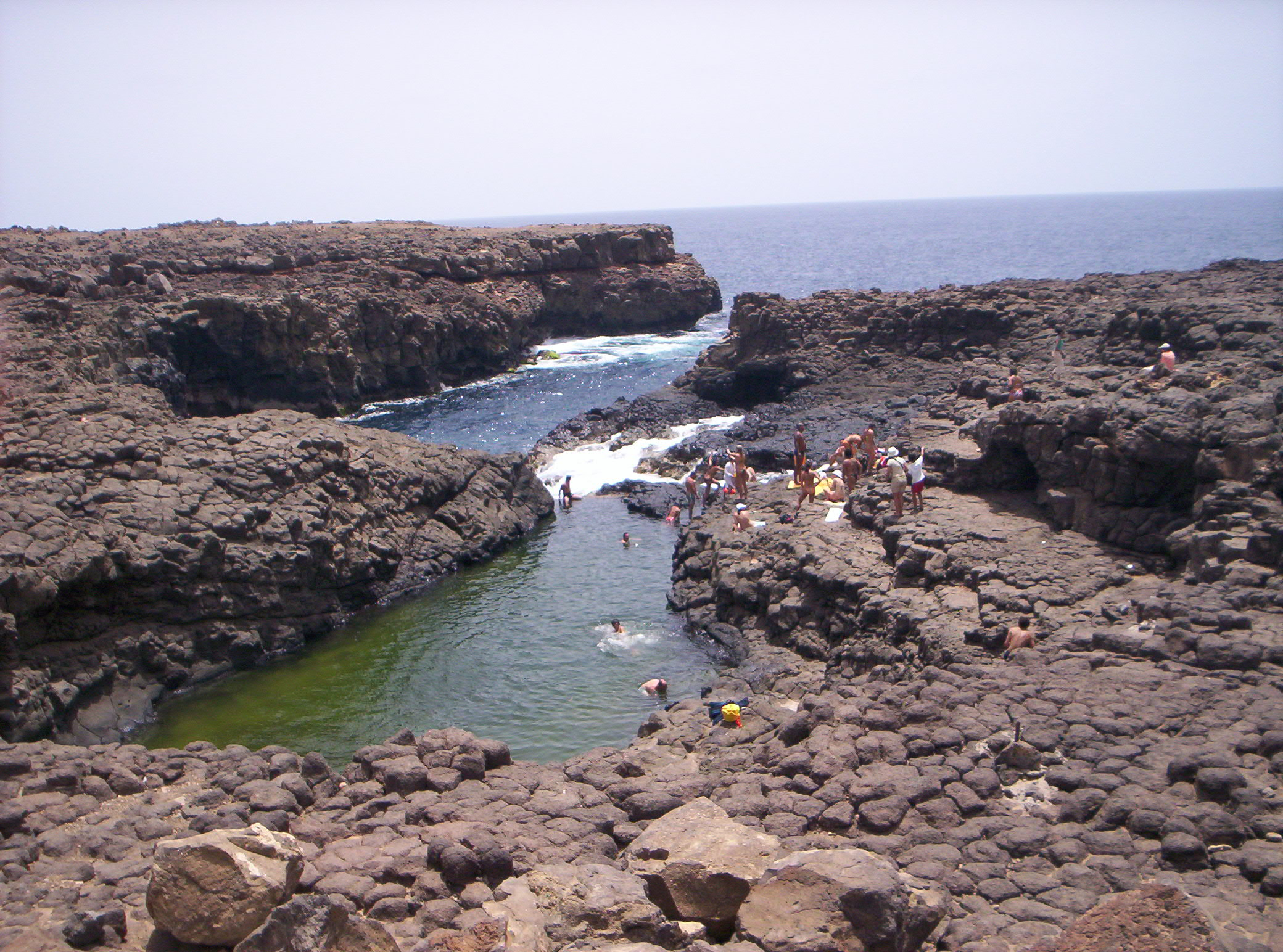
Piscina naturale di Buracona

La vera attrazione è la spiaggia di sabbia bianca e il suo scalcinato pontile di legno. Un punto di ritrovo variegato, utilizzato dai pescatori che partono e ritornano sulle loro piccole e coloratissime barche e dai ragazzi che, con i tonni a penzoloni sulle carriole da muratore, partono verso il mercato o qualche albergo.

### Buracona
La piscina naturale di Buracona è l'apertura di una grotta sottomarina. Qui la sabbia lascia il posto alle rocce di origine vulcanica, testimonianza di antiche eruzioni terminanti in mare.
L'Occhio Blu è un buco nella roccia di 12 metri che a mezzogiorno, quando il sole è a picco, riflette la luce formando un'immagine spettacolare.

### Espargos
Espargos è il capoluogo dell'isola; la sua importanza è dovuta alla vicinanza all'aeroporto, che ne ha permesso lo sviluppo.

## Amministrazione

### Gemellaggi
- Grottammare
- Desenzano del Garda